# Haru Natsu Aki Fuyu
Haru Natsu Aki Fuyu (春夏秋冬 lit. Primavera, verano, otoño, invierno?) es un manga japonés de género erótico y yuri escrito por Eiki Eiki e ilustrado por Taishi Zaō. Fue serializado en las revistas Yuri Shimai y Comic Yuri Hime de la editorial Ichijinsha en 2007. Ha sido licenciado en Estados Unidos por JManga y en Francia lo fue por Taifu Cómics. También han sido lanzados dos CD dramas basados en la serie.

## Personajes
Haruka (白木はるか?)
Seiyū: Yukari Tamura
Akiho (庄屋あきほ?)
Seiyū: Ryōko Shintani
Fuyuka (高島冬華?)
Seiyū: Mamiko Noto
Natsuki (松坂夏姫?)
Seiyū: Ayako Kawasumi
Reiko (礼子?)
Seiyū: Tomoko Kawakami